# Billingford (Breckland)
Billingford – wieś w Anglii, w hrabstwie Norfolk, w dystrykcie Breckland. Leży 25 km na północny zachód od Norwich i 156 km na północny wschód od Londynu.
W 2001 miejscowość liczyła 223 mieszkańców.